# 突吻歐雅魚
突吻歐雅魚（學名：Squalius laietanus）為輻鰭魚綱鯉形目雅羅魚科的其中一種，分布於南歐西班牙的埃布羅河和略布雷加特河、法國的泰克河和阿格利河流域，體長可達13.5公分，棲息在水質清澈、礫石底質的溪流，生活習性不明。